# Brytyjczycy

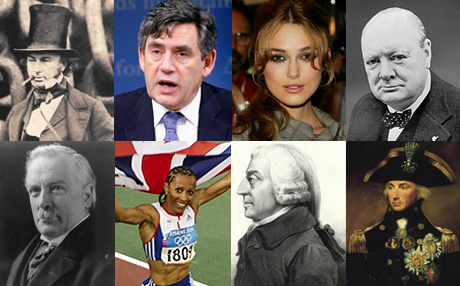
Zestawienie znanych Brytyjczyków (od lewej): (do góry) Isambard Kingdom Brunel, Gordon Brown, Keira Knightley i Winston Churchill oraz (na dole) David Lloyd George, Kelly Holmes, Adam Smith i Horatio Nelson

Brytyjczycy – obecnie przede wszystkim ogół obywateli, ewentualnie mieszkańców Zjednoczonego Królestwa Wielkiej Brytanii i Irlandii Północnej (ang. British citizens). Według spisu powszechnego z 2001 roku grupa ta obejmowała 58 789 194 osoby, z czego w Anglii zamieszkiwało 49 138 831 osób (83,6%), w Szkocji – 5 062 011 osób (8,6%),
w Walii – 2 903 085 osób (4,9%), zaś w Irlandii Północnej – 1 685 267 osób (2,9%).
Termin „brytyjskość” (ang. Britishness) jako określenie wspólnej, ogólnobrytyjskiej więzi narodowej, pozostaje wysoce kontrowersyjny z uwagi na istnienie poszczególnych grup narodowościowych: Anglików, Szkotów, Walijczyków i Irlandczyków. W badaniu przeprowadzonym w 2001 roku przez brytyjski urząd statystyczny (Office for National Statistics), w którym respondenci mogli wskazać swoją narodowość jako „Anglik”, „Szkot”, „Walijczyk”, „Irlandczyk”, „Brytyjczyk” lub „Inny”, 49% wskazało siebie jako wyłącznie Anglika, Szkota, Walijczyka albo Irlandczyka, 31% – jako wyłącznie Brytyjczyka, 15% – jako jednocześnie Brytyjczyka i członka wymienionych wcześniej grup narodowościowych, reszta wybrała opcję „Inny” lub odmienne kombinacje. Uwzględniając podział Zjednoczonego Królestwa na trzy główne kraje, 48% mieszkańców Anglii, 35% mieszkańców Walii i 27% mieszkańców Szkocji uznało się za Brytyjczyków.
W badaniach przeprowadzonych przez Narodowe Centrum Badań Społecznych (ang. National Center for Social Research), 87% spośród badanych 3000 respondentów uznało, że podstawowym kryterium brytyjskości jest język, następnie obywatelstwo (83%) oraz uznawanie istniejących instytucji i praw (82%). Jak wskazano w analizie, wyniki te świadczą o pojmowaniu brytyjskości jako czegoś, czego można się nauczyć, a nie cechy wynikającej z faktu urodzenia się w określonej grupie.
Po londyńskich zamachach z 7 lipca 2005 roku w polityce rządu Zjednoczonego Królestwa zaczęto zwracać większą aniżeli dotychczas uwagę na promowanie idei brytyjskości. Szczególne zaangażowanie w tym względzie wykazywał ówczesny kanclerz skarbu a późniejszy następca Tony'ego Blaira na stanowisku premiera – Gordon Brown. W styczniu 2006 roku wystąpił on z propozycją ustanowienia Dnia Brytyjskiego (ang. British Day), jako ogólnonarodowego święta, promującego brytyjską tożsamość, upatrując we fladze Zjednoczonego Królestwa (ang. Union Jack) ważnego – na wzór amerykański – symbolu tej tożsamości.